# جو داركي
جو داركي (بالإنجليزية: Joe Darkey) (مواليد 22 مايو 1942) هو ملاكم غاني، مثّل بلاده في الألعاب الأولمبية الصيفية 1964.

## روابط خارجية
جو داركي على موقع أوليمبيديا (الإنجليزية)
- جو داركي على موقع اتحاد ألعاب الكومنولث (مؤرشف) (الإنجليزية)